# Elina Vaseva
Elina Vaseva –en búlgaro, Елина Васева– (Kiustendil, 21 de agosto de 1986) es una deportista búlgara que compitió en lucha libre. Ganó una medalla de bronce en el Campeonato Europeo de Lucha de 2010.
Participó en los Juegos Olímpicos de Pekín 2008, ocupando el séptimo lugar en la categoría de 63 kg.

## Palmarés internacional
| Campeonato Europeo | Campeonato Europeo | Campeonato Europeo | Campeonato Europeo |
| Año                | Lugar              | Medalla            | Categoría          |
| ------------------ | ------------------ | ------------------ | ------------------ |
| 2010               | Bakú (Azerbaiyán)  | Medalla de bronce  | 63 kg              |